# عبدالرحمن الرومی
عبدالرحمن الرومی (انگلیسی: Abdul Rahman Al-Roomi؛ زادهٔ ۲۸ اکتبر ۱۹۶۹) یک بازیکن فوتبال اهل عربستان سعودی بود.
از باشگاه‌هایی که در آن بازی کرده‌است می‌توان به باشگاه فوتبال الشباب عربستان سعودی و تیم ملی فوتبال عربستان سعودی اشاره کرد.
وی همچنین در تیم‌های ملی فوتبال زیر ۱۷ سال، زیر ۲۰ سال و تیم ملی فوتبال عربستان سعودی بازی کرده است.